# 灵石后土庙
36°53′32″N 111°51′48″E / 36.89222°N 111.86333°E
灵石后土庙位于中国山西省灵石县静升镇静升村西侧农田中，已列为全国重点文物保护单位。

## 历史
灵石后土庙供奉女娲，创建于元至元三年（1266年），元大德八年（1304年）重建。应为1303年河东大地震时被毁后重建。明正德五年（1510）、清乾隆四十六年（1781）亦有修葺。1949年以后曾为镇办公机构占用。

## 建筑
灵石后土庙坐北朝南，占地1088平方米，仅有一进院落。现存中轴线上的献殿和正殿，为元代建筑。山门（戏台）和两侧建筑均为拆除水泥平房后新建的仿古建筑。
献殿单檐歇山顶，平面呈方形，面宽、进深均一间，檐下斗栱为六铺作三下昂，斗拱里转承井口枋交圈与抹角梁形成构思精巧的斗八藻井。正殿面阔三间，进深六椽，单檐悬山顶，前檐设廊，斗栱为四铺作单下昂，蚂蚱形耍头，梁架结构为四椽栿对前后乳栿通檐用四柱。

## 保护
2006年5月25日，灵石后土庙由中华人民共和国国务院公布为第六批全国重点文物保护单位，编号6-442。
- 正殿侧面已加建现代建筑
- 正殿
- 正殿梁架
- 正殿梁架元代墨书题记
- 正殿前檐
- 正殿前檐斗拱
- 正殿前檐斗拱
- 献殿落架大修中
- 献殿落架大修中
- 献殿
- 献殿
- 献殿大修挖出的柱础